# Ягідка кохання (фільм)
«Ягідка кохання» (рос. Ягодка любви) також відомий як «Перукар Жан Ковбасюк» (рос. Парикмахер Жан Ковбасюк), «Одруження Капки» рос. Женитьба Капки) — український радянський художній короткометражний німий фільм 1926 року українського режисера Олександра Довженка. Поширений український варіант «альтернативної» назви фільму — «Ягідки кохання», оскільки саме ця назва була винесена афішею в журналі «Кіно» № 11 (жовтень, 1926 р.)
Це друга (після «Васі-реформатора») комедія Олександра Довженка. Розповідає про дошлюбне немовля, якого вперто хоче позбутися його батько, перукар Жан Ковбасюк. Йому це вдається, але виявляється, що мати дитини у народному суді спромоглась здобути аліменти. Все, що йому залишається — знайти дитину, якої він тільки-но з великими труднощами позбувся.
Пізніше короткометражний фільм «Ягідку кохання» Довженко не вважав частиною свого творчого доробку.

## Сюжет

Кадр з фільму: Ліза в перукарні Жана

Безвідповідальний перукар Жан Ковбасюк зустрічається зі своєю нареченою, Лізою, котра прийшла з дитиною. Думаючи, що це дитина від нього, Жан хоче позбутися немовляти. Коли Ліза ненадовго йде, Жан відносить дитину міліціонеру та каже нібито знайшов її на вулиці. Проте міліціонер бачить, що Жан і немовля схожі, та віддає дитину назад. Тоді чоловік підкладає немовля в чужий візок, однак зачіпляється за нього, тож візок їде слідом. До того ж у візку вже була чиясь дитина. Жан приходить в магазин іграшок, де купує ляльку, а поки прикажчик не бачить, підкладає обох дітей під прилавок. Прикажчик магазину виявляє одну дитину, яку кладе в коробку замість ляльки для Жана. Та друга дитина лишається в магазині. Прикажчик боїться покарання, тому продає наступному покупцеві дитину під виглядом ляльки. Цей же покупець потім приходить у перукарню Жана. Перукар виганяє його й наказує повернути одне немовля там, де він забрав візок. Іншу дитину Жан підкидає літній парі, але потім за ним біжить обурений дід. Спалахує бійка, Жан перемагає та лишає немовля з дідом.
Тим часом Ліза пішла в народний суд, де попросила змусити Жана платити аліменти. Невдовзі від Жана вимагають з'явитися в суд разом з дитиною. Той біжить на пошуки діда, який підсовує дитину перехожому в руки. Жан підкупляє хлопчика-волоцюгу, щоб видати його на суді за немовля. В дорозі він не помічає як перехожий підкидає у візок його справжню дитину.
Жан встигає з'явитися в суді та обіцяє бути хорошим батьком. Він з Лізою йдуть у РАЦС, де розписуються про шлюб. На подив Жана, виявляється, що то була не його дитина, а дитина Лізиної тітки.

## Актори
- Мар'ян Крушельницький — Жан Ковбасюк, перукар
- Маргарита Чардиніна-Барська — молода жінка Ліза
- Дмитро Капка — прикажчик магазину іграшок
- Іван Замичковський — товстун, що купив «ягідку'» замість ляльки
- Володимир Лісовський — дідуган, якому підкинули «ягідку»
- Леонід Чембарський — піжон, якому підкинули «ягідку»
- Ігор Земгано — фотограф
- К. Западна — дівиця на бульварі
- Микола Надемський — продавець зельтерської води
- А. Бєлов

## Знімальна група
- Автор сценарію і режисер-постановник: Олександр Довженко
- Оператори: Данило Демуцький, Йозеф Рона
- Художник-постановник: Іван Суворов
- Фільм відновлений на кіностудії «Мосфільм» в 1975 році:
  - Композитор: Р. Бойко
  - Диригенти: В. Васильєв, І. Шпіллер
  - Звукооператор: В. Бабушкін

## Створення
Довженко в 1920-і уявляв своє майбутнє як комедійного режисера і зняв «Ягідки кохання» за власним сценарієм, у якому хотів запровадити серійного персонажа «Капку» (за іменем актора Дмитра Капки), що потім був названий у фільмі Жаном Ковбасюком. Режисер планував зняти низку фільмів про цього персонажа накшталт «Капка в армії», «Капка на заводі», але цей задум не був утілений.
На зйомках «Ягідок кохання» Довженко познайомився з оператором Данилом Демуцьким, з яким невдовзі зняв свої найвідоміші картини.

## Джерело та примітки
1. ↑  Госейко Л., «Історія українського кінематографа. 1896 — 1995», К.: KINO-КОЛО, 2005 р. ISBN 966-8864-00-Х.
2. ↑  Ягідка кохання. vufku.org, 2020
3. 1 2  Ягідка кохання. ВУФКУ. Процитовано 05.10.2021.